# Nepal Janabadi Morcha
Nepal Janabadi Morcha (Nepals Demokratiske Front) er en revolutionær politisk venstrefløjsgruppe i Nepal. Gruppen blev grundlagt i 1976 af juristen Ram Raja Prasad Singh efter et politisk opgør med datidens kongestyrede politiske system i Nepal (Panchayat-systemet), som resulterede i at Singh efterfølgende levede i eksil i Indien.
Singh er efterfølgende vendt tilbage til Nepal, og efter det succesrige valg til det forfatningsgivende parlament, den 10. april 2008 er Ram Raja Prasad Singh forslået af bl.a. Communist Party of Nepal (Maoist) som Nepals første præsident.